# Wesseling
Wesseling este un oraș din landul Renania de Nord-Westfalia, Germania.